# F. V. Whyland & Company
F. V. Whyland & Company war ein US-amerikanischer Hersteller von Automobilen. Eine weitere Quelle bestätigt den Markennamen und den Zeitraum, aber nicht die Firmierung.

## Unternehmensgeschichte
Frank V. Whyland hatte bis 1913 die Whyland-Nelson Motor Car Company geleitet. 1914 gründete er das neue Unternehmen in Buffalo im US-Bundesstaat New York. Konstrukteur war Edward T. Birdsall, der später auch für Gary Automobile Manufacturing Company, Pennsylvania Motor Car Company, Moline Plow Company und Stephens Motor Car Company tätig war. Im gleichen Jahr begann die Produktion von Automobilen. Der Markenname lautete Whyland. Geplant waren bereits im ersten Jahr 1000 Fahrzeuge. Noch 1914 endete die Produktion. Insgesamt entstanden nur wenige Fahrzeuge.

## Fahrzeuge
Das einzige Modell wurde als Cyclecar bezeichnet. Es ist allerdings unklar, ob es die Kriterien erfüllte. Es hatte einen Vierzylinder-Viertaktmotor mit Luftkühlung. Das Fahrgestell hatte 254 cm Radstand und 142 cm Spurweite. Diese Spurweite war zwar in Amerika üblich, nicht aber für Cyclecars, die häufig schmaler waren. Der Neupreis betrug 450 US-Dollar. Die offene Karosserie als Roadster bot Platz für zwei Personen.